# Torah Bright
Torah Bright (Cooma, 27 de dezembro de 1986) é uma snowboarder profissional australiana, campeã olímpica em Vancouver 2010 e medalhista de prata em Sóchi 2014 no halfpipe.

## Carreira

### Jogos Olímpicos
Sua primeira participação em Jogos Olímpicos foi nos Jogos Olímpicos de Inverno de 2006, no snowboard halfpipe.
Na qualificatória terminou em 1° lugar com 43.1 pontos, passando para a final; chegando na final não conseguiu ir tão bem, mas o suficiente para terminar na 5° posição com 41.0 pontos.
Já nas Olimpíadas de 2010, em Vancouver, Canadá; foi para a qualificatória, conseguindo o mesmo feito da sua aparição nas Olimpíadas de 2006, classificando-se para a final na primeira posição com 45.8 de pontuação. Na final, com 45.0 pontos, conseguiu superar todas as suas adversárias e conquistar a medalha de ouro, a primeira da Austrália no snowboard olímpico.

### Winter X Games
Em Winter X Games, Torah é uma das maiores campeãs do snowboard, tendo conquistado três medalhas de ouro (2007, 2009 e 2010) e duas de prata (2006 e 2008), sendo todas no snowboard superpipe.